# Morten Bakke
Morten Bakke (Hedalen, 16 de dezembro de 1968) é um ex-futebolista norueguês que atuava como goleiro.

## Carreira
Morten Bakke integrou a Seleção Norueguesa de Futebol na Eurocopa de 2000.